# Karl Hermann Wolf

Karl Hermann Wolf (um 1897)

Karl Hermann Wolf, auch Carl Hermann Wolf, ursprünglich Karl Georg Anton Wolf (* 27. Januar 1862 in Eger, Böhmen; † 11. Juni 1941 in Wien), war ein deutschböhmischer Politiker der Deutschnationalen Bewegung und später der Deutschradikalen Partei in Österreich-Ungarn sowie Publizist. Er war Abgeordneter des Böhmischen Landtags, Abgeordneter zum österreichischen Reichsrat (1897–1918) und 1918/19 Mitglied der Provisorischen Nationalversammlung für Deutschösterreich.

## Herkunft, Studium, früher Aktivismus
Wolfs Eltern waren der Gymnasialprofessor und spätere Direktor eines Realgymnasiums Wenzel Wolf (1831–1911) und Anna Maria Wolf, geb. Gradl (1838–1906). Sein Bruder war der Architekt Heinrich Wolf. Wolf besuchte nach der Volksschule das Gymnasium in Reichenberg, wo er die Pennälerverbindung Hercynia gründete, schloss bei der Reifeprüfung mit „Durchaus vorzüglich“ als der beste Maturant ab und bewies außerordentliche Kenntnisse des Altgriechischen. Ab 1880 studierte er an der Karls-Universität Prag Philosophie, Germanistik und Klassische Philologie. Am 30. Oktober 1880 gründete er mit Reichenberger Maturanten die Burschenschaft Ghibellinia zu Prag (heute zu Saarbrücken). Sie bezeichnete sich als akademisch-technische Burschenschaft, da sie Studenten der Universität und der Technischen Hochschule aufnahm. Adolf Strachnov, der sich ab 1879 in Prag aufhielt, hatte die Gründung vorbereitet und war der „Erste Sprecher“. Wolf nannte sich seit seiner Studentenzeit als Hommage an den Cheruskerfürsten Arminius Karl Hermann statt ursprünglich Karl Georg Anton.
Im Juni 1881 wurden er und Campen Kreß im Zusammenhang mit den Unruhen in Prag verhaftet. Dessen ungeachtet wurde Wolf am 8. Juli 1881 zum Obmann der Lese- und Redehalle der deutschen Studenten in Prag für drei Semester. In einer Semestereröffnungsrede vor der Lese- und Redehalle der deutschen Studenten prägte Wolf den Satz „Das Volk steht über der Dynastie“ und löste damit im Angesicht des Regierungsvertreters einen Tumult aus. Aufgrund eines drohenden Prozesses wegen Majestätsbeleidigung musste er sein Studium 1884 abbrechen und floh nach Leipzig. Dort arbeitete er unter anderem am Spamerschen Konversationslexikon mit. In Leipzig erkrankte er lebensgefährlich an einer Hirnhautentzündung. In dem in seiner Abwesenheit geführten Gerichtsverfahren wurde er freigesprochen und konnte nach Österreich-Ungarn zurückkehren.

## Journalistische Tätigkeit und deutschnationale Bewegung
Nach seiner Genesung war er 1885 kurze Zeit als Hauslehrer („Hofmeister“) im Tulleschitz beschäftigt, bevor er sich dem Zeitungswesen zuwandte. So arbeitete er im Sommer 1886 als Redakteur bei der Deutschen Wacht in Cilli (Untersteiermark), dann als Chefredakteur der Deutschen Volkszeitung im nordböhmischen Reichenberg, ab 1889 als Redakteur beim Deutschen Volksblatt in Wien. Nach einem Streit mit dessen Herausgeber Ernst Vergani gründete er 1890 – mit der Unterstützung Georg Ritter von Schönerers – seine eigene Zeitung: die Ostdeutsche Rundschau. Dieses Blatt war unter den national gesinnten Deutschösterreichern sehr beliebt. Unter Wolf als Herausgeber (bis 1897 auch Chefredakteur) erschien es zunächst wöchentlich, ab 1893 täglich. In seinen Publikationen trat er nachdrücklich für das seiner Ansicht nach bedrängte Deutschtum in der österreichischen Habsburgermonarchie ein und vertrat die Ideen der Großdeutschen.
Neben seiner publizistischen Tätigkeit engagierte er sich im deutschnationalen Vereinswesen. So war er in Reichenberg 1886 Mitgründer und bis 1888 Sprechwart der Deutschen Turnerverbindung „Jahn“, im Jahr darauf auch Bundessprechwart des Deutschen Turnerbunds für Nordböhmen sowie 1887 Mitbegründer des Allgemeinen Deutschen Sprachvereins. In Wien beteiligte er sich 1890 an der Gründung des Vereins „Deutsche Geschichte“, dessen Obmann-Stellvertreter er bis zur behördlichen Auflösung 1894 war. Ebenfalls 1890 war er Mitgründer und Mitglied des Leitungsausschusses des Deutschen Volksvereins in Wien. Nach seiner Wahlniederlage um die Führung der Lese- und Redehalle der deutschen Studenten gründete Wolf mit den unterlegenen national eingestellten Studenten 1892 den Germania Lese- und Redeverein der deutschen Hochschüler in Prag, der bis 1938 bestand. Die Gründungsmitglieder waren hauptsächlich Studenten aus den Burschenschaften „Teutonia“ und „Carolina“, in welcher Wolf die Ehrenmitgliedschaft innehatte. 
Wolf war 1894 Gründungsmitglied des Bunds der Germanen in Wien. Als der Deutsche Volksverein ein Bündnis mit den Christlichsozialen von Karl Lueger einging, traten die Anhänger Georg von Schönerers – darunter Wolf – 1895 aus und gründeten stattdessen den Verein der Deutschnationalen in Österreich, dessen Obmann Wolf bis zur Zwangsauflösung durch die Behörden war. Anlass war eine Rede Wolfs, in der er behauptete, dass „einer von dieser Adelssippe gekommen sei und uns die Verfassung weggenommen habe“ und es an der Zeit sei, wie in der Märzrevolution 1848, „diese Verfassung eventuell auch mit unserem Blute [zu] vertheidigen“. Als Ersatzorganisation gründete er daraufhin den Deutschnationalen Verein für Österreich, den er bis 1920 leitete.
Aus finanziellen Gründen verkaufte Wolf 1902 die Ostdeutsche Rundschau, danach schrieb er von 1904 bis 1908 als Redakteur für das deutschradikale Wochenblatt Deutsche Rundschau. Von 1914 bis 1920 war er erneut Eigentümer, zuletzt auch gleichzeitig Herausgeber und Chefredakteur der Ostdeutschen Rundschau.

## Politische Karriere

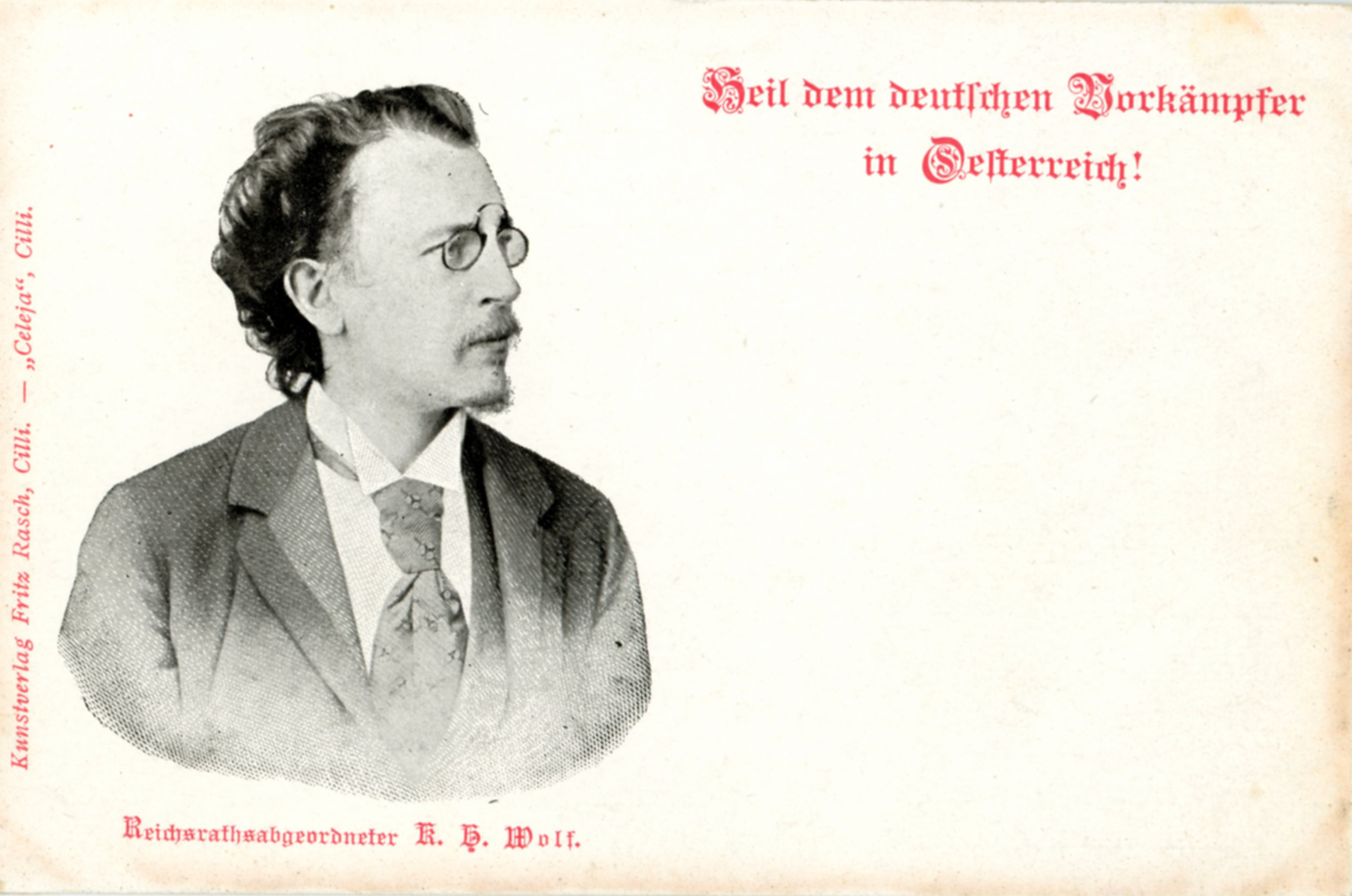
Propagandapostkarte mit dem Porträt von Karl Hermann Wolf

In der Reichsratswahl 1897 wurde Wolf für die Deutschnationale Bewegung zum Abgeordneten des 21. städtischen Wahlbezirks von Böhmen (Trautenau, Hohenelbe, Braunau u. a.) gewählt (IX. Legislaturperiode). Gegen die Badenische Sprachenverordnung vom 5. April 1897 legten er, von Schönerer und Anton Pergelt Einspruch ein. Wolf griff den Ministerpräsidenten Kasimir Felix Badeni im Reichsrat (Österreich) scharf an. Er warf ihm „polnische Schufterei“ vor; anschließend forderte Badeni Wolf auf Pistolen. Badeni wurde am 25. September 1897 im Pistolenduell durch eine Kugel im Arm verletzt. Der politische Widerstand Wolfs in der Badeni-Krise machte ihn eine Zeitlang zum Nationalhelden der Deutschböhmen. 1899 trat er von der römisch-katholischen zur Evangelischen Kirche Augsburgischen Bekenntnisses über.
Nach der vorzeitigen Auflösung des Reichsrates 1901 erneut in das österreichische Parlament gewählt (X. Legislaturperiode), trat Wolf der von Schönerer geführten Alldeutschen Vereinigung bei. Im selben Jahr duellierte sich Wolf mit seinem Parteikollegen Alois Seidl. Dieser hatte Margaretha Tschan, die Tochter eines weiteren Parteikollegen, Josef Tschan, geheiratet, mit der Wolf zuvor – drei Jahre vor ihrer Hochzeit, bei der er Trauzeuge war – eine Affäre gehabt hatte. Aufgrund dieses Skandals trat er im November 1901 von seinem Abgeordnetenmandat zurück, wurde aber bei der dadurch ausgelösten Ersatzwahl wiedergewählt. Zugleich führte die Affäre zum Bruch mit Schönerer und zum Ausschluss aus der Alldeutschen Vereinigung. Schon zuvor hatte es aber auch inhaltliche Differenzen gegeben. So strebte Wolf ein Bündnis mit der gemäßigteren deutschnationalen (und bei den Wahlen erfolgreicheren) Deutschen Volkspartei an, was Schönerer ablehnte, während Wolf hingegen Schönerers antikatholische Los-von-Rom-Bewegung skeptisch sah. Anders als für Schönerer stand für Wolf weniger der Kampf gegen das Haus Habsburg, die katholische Kirche oder die Juden im Vordergrund, sondern der deutsch-tschechische Nationalitätenkonflikt, der „Kampf der Slawen gegen die Deutschen“.
So gründete Wolf mit seinen Unterstützern Raphael Pacher, Josef Herold und Anton Schalk 1903 die Freie Vereinigung Alldeutscher Abgeordneter (kurz Freialldeutsche Vereinigung), die sich 1907 in Deutschradikale Partei umbenannte. Bis 1905 traten die meisten Abgeordneten der Schönerer-Gruppe zur Freialldeutschen bzw. Deutschradikalen Partei über, die vor allem in den deutschsprachigen Gebieten Böhmens, Mährens und Schlesiens gewählt wurde. Anders als die Schönerer-Bewegung beharrte sie nicht auf einer Zerschlagung der Habsburgermonarchie, sondern versuchte innerhalb dieser die Vorherrschaft der deutschen Volksgruppe zu erhalten. Ihr Antisemitismus war im Vergleich zu Schönerer etwas gedämpfter. Nach der Einführung des allgemeinen Wahlrechts und dem Neuzuschnitt der Wahlkreise wurde Wolf bei den Reichsratswahlen 1907 (XI. Legislaturperiode) und 1911 (XII. Legislaturperiode) als Abgeordneter des in den Sudeten gelegenen Wahlbezirks Böhmen 95 (Städte Trautenau, Braunau, Grulich, Landskron) erneut in das Wiener Parlament gewählt.
Wolf saß im Vorstand des 1909 gegründeten Deutschen Nationalverbandes, in dem sich der größte Teil der deutschnationalen Mandatsträger zusammengeschlossen hatte. In dieser Zeit trat er häufig öffentlich auf nationalistischen Veranstaltungen auf, unter anderem im Wiener Wimberger-Saal, wo ihn der junge Adolf Hitler erlebte. Spätestens ab 1913 war Wolf Obmann der Deutschradikalen Vereinigung und zugleich Obmann-Stellvertreter des übergeordneten Deutschen Nationalverbandes, der sich im Oktober 1917 in seine Einzelbestandteile spaltete, nur um sich im Januar 1918 erneut im Verband der deutschnationalen Parteien zusammenzuschließen. Nach dem Zusammenbruch der Habsburgermonarchie bildeten die deutschsprachigen Abgeordneten des Reichsrats die Provisorische Nationalversammlung für Deutschösterreich, der auch Wolf angehörte. Deren Beschlüsse, dass Deutschösterreich die mehrheitlich deutschsprachigen Gebiete in Böhmen, Mähren und Österreich-Schlesien einschließen und ein Gliedstaat des Deutschen Reichs werden sollte, wurden jedoch durch den Vertrag von Saint-Germain verhindert. Die Deutschböhmen und -mährer wurden so zur nationalen Minderheit in der neugegründeten Tschechoslowakischen Republik. Wolf blieb hingegen in Wien. 

## Nach 1919
Die Ostdeutsche Rundschau, die ab 1919 nur noch wöchentlich erschien, verkaufte er im Jahr darauf und sie ging in der Wiener Deutschen Tageszeitung auf, aus der wiederum 1921 die völkisch-antisemitische Deutschösterreichische Tages-Zeitung, das spätere Parteiblatt der österreichischen NSDAP, hervorging. In der Ersten Österreichischen Republik konnte Wolf nicht mehr an seine frühere politische Bedeutung anknüpfen. Der von ihm als Obmann 1922 mitbegründete Verein der Deutschnationalen in Österreich löste sich 1925 wieder auf. Auch die 1923 gegründete Deutschnationale Partei in Österreich, deren Obmann Wolf war, blieb bedeutungslos. 1925 trat er der NSDAP Österreichs bei, in der er jedoch keine Führungsfunktion übernahm. Von 1926 bis 1932 arbeitete er als Vertreter einer Versicherungsgesellschaft in Wien. Im Juni und Juli 1933 war Wolf Herausgeber der Neuen Wiener Tages-Zeitung.

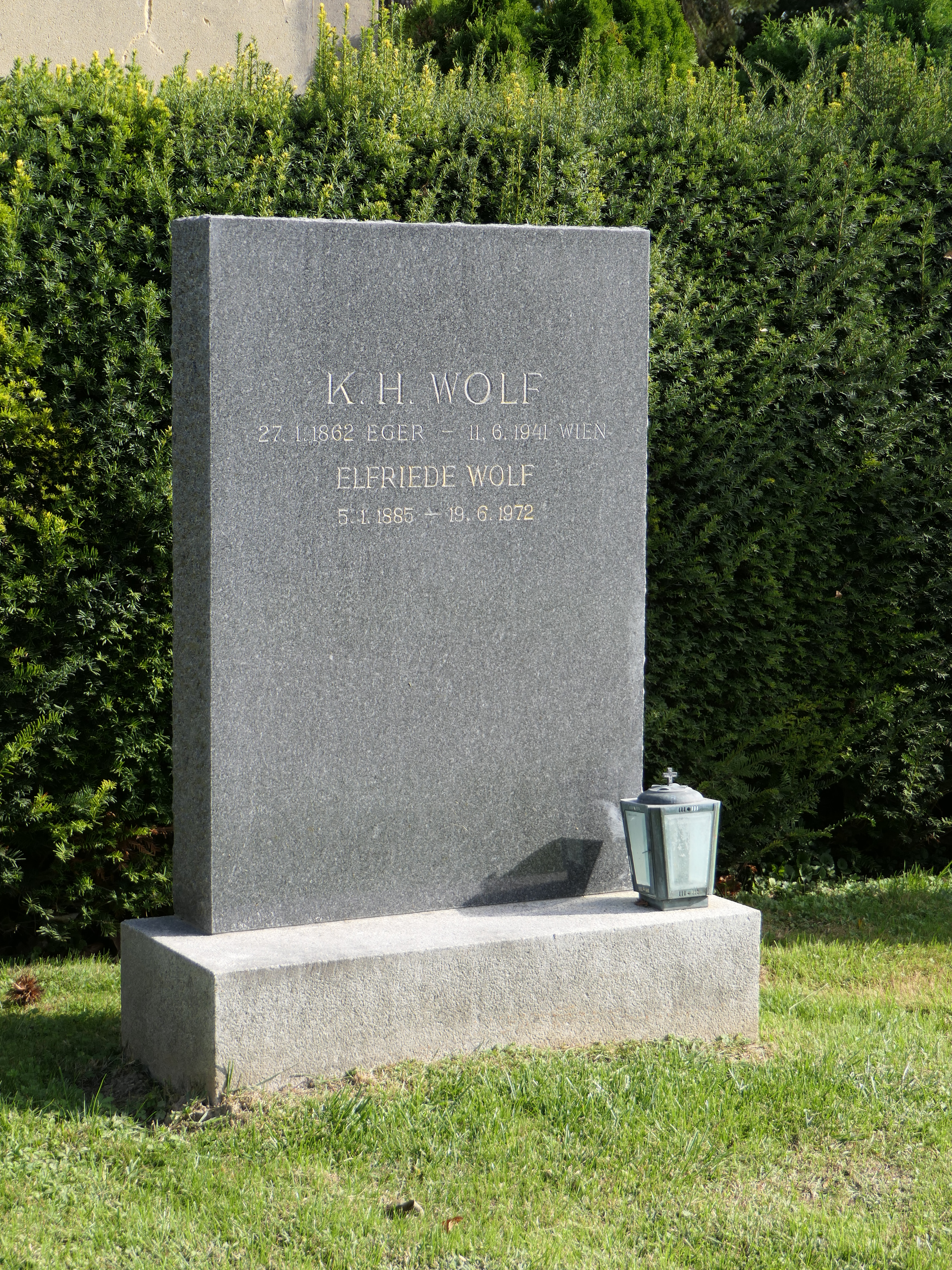
Grab von K. H. Wolf

Adolf Hitler schätzte laut eigenen Angaben und Berichten seines zeitweiligen Geschäftspartners Reinhold Hanisch den Politiker Wolf. 1937 war er Ehrengast Hitlers auf dem Reichsparteitag der NSDAP in Nürnberg, nachdem der mittlerweile sehr kränkliche Greis einen Kuraufenthalt in einem Moorbad in Bayern auf Kosten der Partei absolviert hatte. Nach dem Anschluss Österreichs 1938 kandidierte Wolf auf der Führerliste für den Großdeutschen Reichstag. Nach Wolfs Tod wurde dieser von Baldur von Schirach als „Bannerträger des Deutschtums“ gewürdigt, für Hitler sei er der Mann gewesen, bei dem ihm „zum erstenmal [sic] die Macht des gesprochenen Wortes  und seiner Überzeugungskraft bewußt“ geworden sei.

## Familie, Krankheit und Tod
Karl Hermann Wolf heiratete 1893 in erster Ehe Mathilde (Ilda) Stepischnegg, mit der er einen Sohn und eine Tochter bekam. Das Paar trennte sich 1903, ließ sich aber erst 1922 scheiden. Im selben Jahr ging Wolf seine zweite Ehe mit Elfriede (Frieda) Frenzl ein.
Zeitlebens litt Karl Herrmann Wolf an einer Gehbehinderung, welche auf die Infektion durch Masern – im ersten Lebensjahr – zurückzuführen ist. Sein Ehrengrab befindet sich auf dem Wiener Zentralfriedhof.

## Schriften
- Iro's deutschvölkischer Zeitweiser.. auf das Jahr... [Ab 1892] Deutschnationaler Kalender (Zeitweiser). Hrsg.u.geleitet von Carl Martin Iro und Karl Hermann Wolf.- [Ab 1894 u.d.T.:] Deutschnationaler Taschenmerk-Kalender (Zeitweiser).- [Ab 1896 u.d.T.:] Deutschvolklicher Taschenmerk-Zeitweiser.- [Ab 1900 u.d.T.:] Deutschvölkischer Taschenmerk-Zeitweiser.
- Arbeiterschutz und Zehnstundentag. Reden des Abgeordneten K.H. Wolf in den Sitzungen des Abgeordnetenhauses vom 7. und 13. December 1899 zur Begründung seines Dringlichkeitsanstrages, betreffend Herbeiführung eines Schiedsspruches in der Arbeitseinstellung in Zwickau. Wien: Verl. der Ostdeutschen Rundschau, 1900.
- Deutschradikales Jahrbuch mit Zeitweiser für ...., Wien, ab 1911 jährlich erschienen